# Transcom WorldWide
TranscomWorldWide S.A. es una empresa gestionadora de relaciones con los clientes y cobro de deudas, fundada en 1995 por Kinnevik. Opera en Europa, Norteamérica, Sudamérica, Asia y África. Transcom emplea a 29 000 personas a lo largo de sus 62 ubicaciones en el mundo. Johan Eriksson fue nombrado consejero delegado y presidente en 2011.

## Ubicaciones
Transcom WorldWide está presente en 75 centros de llamadas ubicados en Alemania, Austria, Bélgica, Canadá, Chile, Colombia, Croacia, Estados Unidos, Eslovaquia, España, Estonia, Filipinas, Francia, Hungría, Italia, Letonia, Lituania, Luxemburgo, Noruega, Países Bajos, Perú, Polonia, Portugal, Reino Unido, República Checa, Rumania, Serbia, Suecia, Suiza y Túnez
.

## Adquisiciones
El 27 de agosto de 2007 Transcom anunció que había adquirido el 100% de NuComm International por $90 000 000 CAD. Inicialmente se pagaron $50 000 000 CAD.